# Leavenworth County
Das Leavenworth County ist ein County im US-Bundesstaat Kansas. Das U.S. Census Bureau hat bei der Volkszählung 2020 eine Einwohnerzahl von 81.881 ermittelt. Der Verwaltungssitz (County Seat) ist Leavenworth.
Das Leavenworth County ist Bestandteil der Metropolregion Kansas City.

## Geographie
Das County liegt im Nordosten von Kansas, grenzt an Missouri, wobei der Missouri River die natürliche Grenze bildet und hat eine Fläche von 1213 Quadratkilometern, wovon 13 Quadratkilometer Wasserfläche sind. Es grenzt an folgende Countys:
| Atchison County  |  | Platte County (Missouri) |
| Jefferson County |  | Wyandotte County         |
| Douglas County   |  | Johnson County           |

## Geschichte

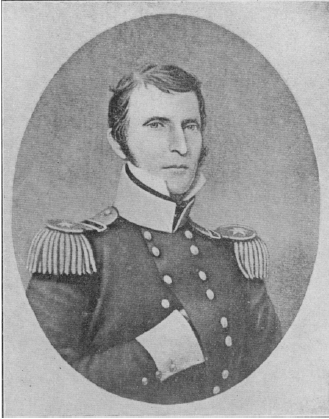
Leavenworth

Das Leavenworth County wurde am 30. August 1866 als Original-County aus als frei bezeichneten – in Wirklichkeit aber von Indianern besiedelten – Gebiet des Kansas-Territoriums gebildet und gehört zu den ersten 33 Countys, die von der ersten Territorial-Verwaltung gebildet wurden. Benannt wurde es – ebenso wie die Bezirkshauptstadt – nach Henry Leavenworth (1783–1834), einem Offizier im Krieg von 1812.
Im Leavenworth County liegen zwei National Historic Landmarks, Fort Leavenworth und das Western Branch, National Home for Disabled Volunteer Soldiers. Insgesamt sind 41 Bauwerke und Stätten des Countys im National Register of Historic Places eingetragen (Stand 30. August 2017).

## Demografische Daten
Nach der Volkszählung im Jahr 2010 lebten im Leavenworth County 76.227 Menschen in 25.426 Haushalten. Die Bevölkerungsdichte betrug 63,5 Einwohner pro Quadratkilometer.
Ethnisch betrachtet setzte sich die Bevölkerung zusammen aus 83,8 Prozent Weißen, 9,4 Prozent Afroamerikanern, 0,8 Prozent amerikanischen Ureinwohnern, 1,3 Prozent Asiaten sowie aus anderen ethnischen Gruppen; 3,3 Prozent stammten von zwei oder mehr Ethnien ab. Unabhängig von der ethnischen Zugehörigkeit waren 5,7 Prozent der Bevölkerung spanischer oder lateinamerikanischer Abstammung.
In den 25.426 Haushalten lebten statistisch je 2,63 Personen.
25,0 Prozent der Bevölkerung waren unter 18 Jahre alt, 64,5 Prozent waren zwischen 18 und 64 und 10,5 Prozent waren 65 Jahre oder älter. 47,3 Prozent der Bevölkerung war weiblich.
Das jährliche Durchschnittseinkommen eines Haushalts lag bei 57.691 USD. Das Prokopfeinkommen betrug 25.342 USD. 9,5 Prozent der Einwohner lebten unterhalb der Armutsgrenze.

## Städte und Gemeinden
Citys
| - Basehor - Bonner Springs1 - De Soto2 - Easton | - Lansing - Leavenworth - Linwood - Tonganoxie |

1 – teilweise im Johnson und im Wyandotte County

2 – teilweise im Johnson County

Unincorporated Communitys
- Bain City
- Cochrane
- Coldspur
- East Fairmount
- Ettenson
- Fairmount
- Fall Leaf
- Five Points
- Hiatt
- Highland
- Hoge
- Jarbalo
- Kickapoo
- Lenape
- Little Kaw
- Loring
- Lowemont
- Mahon
- Maltby
- Maywood
- Millwood
- Reno
- Richardson
- South Basehor
- Springdale
- Stone
- Victory Junction

Townships
- Alexandria Township
- Delaware Township
- Easton Township
- Fairmount Township
- High Prairie Township
- Kickapoo Township
- Reno Township
- Sherman Township
- Stranger Township
- Tonganoxie Township